# Sun Goes Down (canción de David Guetta)
«Sun Goes Down» es una canción realizada por el disc jockey y productor francés David Guetta en coproducción con el dúo holandés Showtek. Cuenta con la colaboración en las voces de la banda canadiense de reggae fusion Magic! y el holandés Sonny Wilson, quién presta sus voces en el estribillo. El 31 de julio de 2015 se lanzó en formato digital como el quinto sencillo del álbum de Guetta, Listen. El 7 de agosto de 2015 se lanzó un extended play que incluye versiones remezcladas.
Esta es la segunda colaboración entre Wilson y Showtek, desde el éxito «Booyah» en 2013.

## Lista de canciones
| Descarga digital - EP |                                    |          |  |
| N.º                   | Título                             | Duración |  |
| 1.                    | «Sun Goes Down» (Extended)         | 4:17     |  |
| 2.                    | «Sun Goes Down» (Summer Remix)     | 4:11     |  |
| 3.                    | «Sun Goes Down» (Eva Shaw Remix)   | 4:17     |  |
| 4.                    | «Sun Goes Down» (Hugel Remix)      | 4:33     |  |
| 5.                    | «Sun Goes Down» (Tom & Jame Remix) | 5:00     |  |
| 6.                    | «Sun Goes Down» (Brooks Remix)     | 4:21     |  |

## Posicionamiento en listas
| País     | Lista (2015)         | Mejor posición |
| -------- | -------------------- | -------------- |
| Alemania | Media Control Charts | 67             |
| Bélgica  | Ultratip flamenca    | 21             |
| Bélgica  | Ultratip valona      | 2              |
| Francia  | SNEP Singles Chart   | 78             |